# 弗拉迪米爾·尼基托維奇·舍甫琴科
弗拉迪米爾·尼基托維奇·舍甫琴科（Volodymyr Mykytovych Shevchenko，1929年12月23日—1987年3月30日）是一位蘇聯電影導演。
舍甫琴科曾獲得烏克蘭蘇維埃社會主義共和國榮譽藝術家(1976年)、蘇聯國家獎(1988 年)、舍甫琴科國家獎(1978年)、尼卡獎(1989年)。舍甫琴科也是蘇聯電影攝影師聯盟（烏克蘭蘇維埃社會主義共和國）會員.。

## 生平
舍甫琴科出生於蘇維埃社會主義共和國巴爾塔市（現在屬於烏克蘭敖德薩地區）。
1967年，他畢業於VGIK電影攝影系。
車諾比核電廠事故發生後，舍甫琴科作為導演、編劇，身處災難的中心，拍攝了紀錄片《車諾比》。著作《艱難幾週紀事》獲得了許多獎項。
1987年3月30日，舍甫琴科因在車諾比核電廠工作期間患上放射病和嚴重化學中毒在基輔去世。

## 榮譽
小行星6684以弗拉迪米爾·尼基托維奇·舍甫琴科來命名，1977年8月19日，尼古拉·切爾尼赫在克里米亞發現該小行星。

## 外部連結
- Шевченко Володимир Микитович （页面存档备份，存于）
- Чернобыль Взгляд ценою в жизнь